# Égi királyság
Az Égi királyság vagy Kumarbi ének hettita mitológiai eposz az i. e. 13–12. századból, de a hettita mitológia erős hurrizálódása után keletkezett, hurri minták alapján, hurri istennevekkel. A szöveg a hettita szövegek katalógusa (CTH) 344. száma alatt található, a „Kumarbi-ciklus” része.
Az „Égi királyság” kozmogóniai mítosz, erősen rokonítható a görög mitológia második generációs isteneinek, a gigászoknak és titánoknak történetével. A főszereplők, Alalusz, Anu és Kumarbi szintén a második isten-nemzedéket képviselik.
A mezopotámiai Enúma elis eposz hatása érezhető rajta, de jelentős eltérések találhatók benne. Ennek egyfelől a több évszázados önálló fejlődés, másfelől a hurri közvetítés az oka. A mezopotámiai ciklikus világkép egy vetületét foglalták e mítoszba.
Az eposz szerint az ég első királya kilenc évig Alalusz volt. Pohárnoka, Anu viszont a föld mélyére taszította, ezután ő lett az ég királya. Más mítoszok alapján feltehető, hogy kilenc évenként váltaniuk kellett volna egymást, de Alalusz nem adta át a helyét, amikor ideje kitellt. Alalusz ezért a föld alá költözött, és az Alvilág ura lett.
Anu szintén kilenc évig uralkodott, amikor pohárnoka, Kumarbi fellázadt ellene. Anu repülve próbált elmenekülni, mint az ég madarai, de Kumarbi elkapta a lábát és lehúzta a földre. Ekkor a küzdelem hevében Kumarbi leharapta Anu nemzőszervét.
Győzelmétől boldog volt, de Anu megjósolta neki, a nemzőszerve utódokat nemz, „három rettenetes istent”. a Viharistent (hettita Tarhuntasz, hurri Tesub), az Aranzahut, a Tigris folyamot, valamint Taszmiszusz sorsistent hozza majd a világra.
Ezt hallva Kumarbi kiköpte Anu magját a Kanzurasz-hegyre. Az eposz itt töredékessé válik, a három említett harmadik generációs isten mégis megszületik valamilyen módon. Az eposz cselekményének feltételezhető folytatása az Ének Ullikummiról című műben olvasható. 
Az eposz utóélete igen jelentős. Közvetlen hatással lehetett a gyermekeit lenyelő, majd kihányó Kronosz elképzelésére, akit szintén az egyik gyermeke, Zeusz győz le. Hésziodosz „Theogónia" című művének mitikus magva e hettita műből ered, bár nem tudni, közvetlenül vagy közvetve. Herenniosz Philón „Büblosz" című munkája, illetve „Szankhuniatón” föníciai író kozmogóniája ugyancsak merített e műből. A Tarhuntasz, Aranzahu és Taszmiszusz alkotta trió is párhuzamba vonható a görög Zeusz, Hadész és Poszeidón hármassal. A levantei mitológiába Baál és Hadad képében vándorolt át a motívum, mindkét isten legyőzi a tengert, Jamot. Ezekbe már az „Ének Ullikummiról” eposz elemei is belekeverednek, Kothar beavatkozása azzal rokonítja.